# Інерційне утримання плазми
Інерційний керований термоядерний синтез — тип досліджень в термоядерній енергетиці в якому намагаються ініціювати термоядерну реакцію за допомогою нагрівання та стискання мішені, зазвичай у формі кульки, що складається з суміші дейтерія та тритія.
Для стискання та нагрівання мішені енергія передається через її поверхневі шари за допомогою високоенергетичних лазерних променів, електронів та іонів, хоча через певні причини майже всі дослідні установки станом на 2017 рік використовують лазери. Перегрітий зовнішній шар вибухає назовні, створюючи реактивну силу що діє на залишки мішені, стискаючи її. Цей процес має створювати ударні хвилі направлені всередину мішені. Достатньо потужна серія ударних хвиль може стиснути та нагріти паливо в центрі так що почнеться термоядерна реакція.
Енергія що вивільнюється в результаті такої реакції нагріватиме оточуюче паливо і якщо температура буде достатньо висока це також може почати термоядерну реакцію. Метою таких установок є досягти термоядерного "горіння", коли процес вивільнення тепла спричиняє ланкову реакцію що зачіпає значну частину палива. Звичайна кулька палива має розмір булавочної голівки і містить біля 10 міліграмів палива. На практиці лише незначна частина цього палива може бути задіяна в термоядерній реакції, але якщо все це паливо буде використано це вивільнить енергію еквівалентну згоранню бареля нафти.
Інерційний керований термоядерний синтез є одним з двох основних підходів у дослідженнях термоядерної енергії, другий це магнітний керований термоядерний синтез.